# The Tournament
The Tournament è un film del 2009 diretto da Scott Mann.
In Italia è stato distribuito direttamente in formato DVD e Blu-Ray da marzo 2015.

## Trama
(Liam Cunningham alla presentazione del torneo)
Il film parte dal presupposto che esista un gioco che si organizza periodicamente in qualche parte del mondo dove 30 assassini si riuniscono per uccidersi a vicenda, all'unico che rimarrà in vita verrà consegnato il premio in denaro. Il gioco dura 24 ore durante le quali si effettuano scommesse su chi vincerà al termine della gara.
Dopo una piccola presentazione dove si vede l'epilogo di una vecchia gara vinta da Joshua Harlow, il film racconta la gara iniziata dopo 7 anni dalla precedente svolta in Inghilterra per la prima volta.
Colui che presenta al gruppo di scommettitori i vari partecipanti è il signor Powers, che controlla l'andamento del gioco e che si rispettino le regole. Il suo obbiettivo è ottenere la massima attenzione e i maggiori guadagni possibili.

### Regole
Le regole del gioco sono:
- I partecipanti sono 30, tutti sono stati drogati precedentemente e gli sono stati impiantati delle specie di microspie che rivelano la loro presenza nei monitor;
- Ogni partecipante possiede un piccolo schermo che indica l'avvicinarsi degli avversari;
- Al termine delle 24 ore se non vi è un vincitore si fanno esplodere tutte le capsule (nuova regola inserita in questa edizione).
- Resta la regola principale: uccidi o muori (riferito ai concorrenti in gara).

L'organizzazione pensa a trovare una valida scusa per la serie di omicidi, non si dovrebbero coinvolgere civili anche se qualche partecipante ha idee diverse al riguardo.

### Partecipanti
Fra i vari partecipanti dati come favoriti all'inizio della gara vi sono alcuni che movimenteranno le successive 24 ore:
- Lai Lai Zhen, una delle poche donne del gruppo, cinese abbandonata dai genitori e creduta morta. Si tratta della protagonista del film nonché l'unica dei 30 che al termine rimarrà in vita, nonostante non sia lei la vincitrice della gara. Ha dei rimorsi per avere ucciso la moglie di Joshua Harlow, nel corso del film affronterà tutti gli altri favoriti uccidendo il russo, Yuri Petrov dopo un'estenuante lotta all'interno di una chiesa. Fra le altre sue vittime Steve Tomko, il primo a morire nell'albergo dove la donna si risveglia. La ragazza incontrerà un prete con cui stringerà amicizia;
- Miles Slade, sadico Texano che solitamente taglia un dito alle sue vittime, si sospetta, grazie anche a false informazioni lasciate da altri partecipanti alla gara che fosse lui l'uccisore della moglie di Joshua. In una scena ambientata in un locale di strip-tease dove si raduneranno molti fra i partecipanti, Miles catturerà l'unico altro sopravvissuto, Joshua rivelandogli che non era stato lui ad uccidere la donna, anche se avrebbe voluto, da lui stesso saprà il vero esecutore materiale dell'omicidio. Il suo volto verrà sfigurato da Joshua che riuscirà a liberarsi; affronterà Lai Lai e dopo essere sconfitto viene graziato dal prete, l'organizzazione decide di far esplodere lo stesso l'esplosivo che era contenuto all'interno del corpo quale monito.
- Joshua Harlow, il favorito dato 2:1 in caso di vittoria e vincitore della scorsa edizione. Durante questa gara, a cui aveva partecipato per sete di vendetta verso colui che aveva ucciso la moglie, scopre la verità: l'intento dell'assassino di sua moglie non era quello di uccidere lui e non trovandolo sfogarsi con la moglie ma uccidere la donna stessa, l'esecutore era Lai Lai ma il mandante, il vero colpevole fu proprio l'organizzatore dell'evento, il Sig. Powers. Al termine della gara che lo vede vincitore raggiunge l'autore della sua rovina e gli fa ingoiare un trasmettitore che aveva prelevato dal corpo della cinese senza ucciderla. Ingerito il computer lo riconosce come partecipante alla gara (appare sul monitor il nome di Lai Lai) e il conteggio alla rovescia riparte (era terminato a pochi secondi dalla fine), terminato i due esplodono.
- Anton Bogart, francese capace di grandi acrobazie, sarà il primo a riuscire a liberarsi dalla capsula esplosiva procurandosi un taglio all'altezza della cicatrice. Per non destare sospetti farà ingoiare la trasmittente al reverendo Joseph Macavoy e uccide chi lo stava seguendo (fra cui un cecchino)
- Yuri Petrov, esperto di armi e di tecniche marziali, affronterà in chiesa Lai Lai finendo con l'essere ucciso da lei.
- Joseph Macavoy, prete che aveva perso la fede e si dedicava a bevute sino al mattino. Suo malgrado entra in gara per colpa di Anton, il suo destino se si opporrà gli viene ricordato dallo stesso Sig. Power durante il film. Viene salvato più volte dalla cinese

## Produzione
Nel luglio 2007, la britannica Entertainment Film Distributors ha acquisito i diritti per la distribuzione del film. Le riprese iniziarono in Bulgaria nello stesso mese a partire dal giorno 11 luglio.
I luoghi per le riprese non si limitarono in quella nazione: alcune scene vennero filmate a Manchester e nelle città di Gateshead e Billingham.

## Distribuzione internazionale
Di seguito le date di uscita nei cinema in alcuni paesi del mondo
- Francia: Le tournoi de la mort, maggio 2009 (Partecipa al Cannes Film Market)
- Germania: 19 agosto 2009 (Partecipa al fantasy film festival)
- Stati Uniti d'America: 16 ottobre 2009 (Partecipa al Screamfest Horror Film Festival)
- Finlandia: 18 settembre 2009 (Partecipa al Helsinki International Film Festival)
- Kuwait: 8 ottobre 2009
- Turchia: Turnuva, 13 novembre 2009